# Louis Pradel
Pour les articles homonymes, voir Pradel.
 (janvier 2009).
Si vous disposez d'ouvrages ou d'articles de référence ou si vous connaissez des sites web de qualité traitant du thème abordé ici, merci de compléter l'article en donnant les références utiles à sa vérifiabilité et en les liant à la section « Notes et références ».
Louis Pradel, né le 5 décembre 1906 à Lyon et mort le 27 novembre 1976 dans la même ville, est un homme politique français, maire de Lyon de 1957 à 1976.

## Biographie
La carrière politique de Louis Pradel démarre dans les années 1930 quand il est élu maire de la petite commune de Saint-Vérand, puis conseiller d'arrondissement et conseiller général du canton du Bois-d'Oingt, à l'ouest de Lyon. Il est alors proche des Républicains de gauche, parti qui regroupe les républicains modérés, et qui s'oppose aux radicaux-socialistes.
Ancien membre du réseau de résistance le Coq enchaîné, expert en assurances automobiles, il succède le 14 avril 1957 à la mairie de Lyon à Édouard Herriot, à la mort de celui-ci, dont il était l'adjoint aux sports et aux beaux-arts. Alors qu'Herriot était un centriste de gauche, membre du Parti radical-socialiste, Louis Pradel était un non-inscrit, proche du centre droit, choisi à titre transitoire par un conseil municipal divisé.
Son élection comme maire de Lyon est confirmée par les électeurs lors des municipales de 1959. Les élections suivantes, en 1965, s'annoncent nettement plus difficiles. Le pouvoir gaulliste a changé le mode de scrutin et instauré un vote par listes bloquées dans chaque arrondissement de la ville. L'UNR-UDT qui a remporté une forte majorité des suffrages lyonnais lors des élections législatives précédentes (1962) compte bien en profiter pour marginaliser Louis Pradel et porter à la mairie centrale son leader, le ministre de la Jeunesse et des Sports, Maurice Herzog.
Pour faire front, Louis Pradel crée son propre parti, le P.R.A.D.E.L. : « Pour la Réalisation active des Espérances lyonnaises », et investit, sous cette étiquette, une liste dans chacun des arrondissements (ce qui permet d'avoir le nom P.R.A.D.E.L. sur chacune des listes d'arrondissement, le code électoral interdisant que son nom figure sur d'autres listes que celle dans l'arrondissement où il se présente). Il parvient ainsi à créer autour de son nom une dynamique électorale municipale, apolitique et… lyonnaise, qui lui fait remporter, dès le premier tour, la totalité des arrondissements.
Dès lors, la majorité municipale de Louis Pradel ne sera plus contestée que par une gauche nettement minoritaire. Évitant soigneusement toute prise de position tranchée sur les questions de politique nationale, Louis Pradel s'engagera publiquement à refuser tout mandat parlementaire ou ministériel, et il s'y tiendra. Cette conduite fut appréciée, comparée à celle d'Édouard Herriot, qui s'était trop longtemps occupé de sa ville « chaque lundi ». Son positionnement personnel le confirme au centre-droit, avec une coloration légèrement antigaulliste, qu'atteste sa majorité municipale qui va des indépendants-paysans aux figures notables de la franc-maçonnerie et du radicalisme, en passant par le soutien discret apporté au retour en politique, en 1973, de l'ex-OAS Jacques Soustelle, et qui, encore en exil, retrouve à Lyon un siège de député.
Omniprésent dans sa ville, sur les chantiers, dans la rue, dans les écoles, apparaissant lui-même dans toutes les manifestations et événements de la vie locale, « Loulou Pradel » — que les Lyonnais appelleront plus tard « Zizi » — jouit d'une popularité locale exceptionnelle que le principal quotidien local, Le Progrès de Lyon, entretient complaisamment.
Attaché à sa ville, proche de ses services techniques, très tenace, Louis Pradel a consacré l'essentiel de ses trois mandats à moderniser la ville, dont de nombreux travaux d'urbanisme avaient été suspendus en 1938, à tirer parti de sa démilitarisation, et à y faciliter la circulation automobile. Fasciné par New York, il fait construire en 1971 une autoroute au cœur de l'agglomération, la jonction entre l'A6 (au nord, reliant Lyon à Paris) et de l'A7 (au sud, reliant Lyon à Marseille), politique qu'il infléchira les dernières années. Son goût pour les grands travaux lui a valu le surnom de Zizi béton.
Atteint d'un cancer, il meurt en novembre 1976, quelques mois avant la mise en service du métro. Francisque Collomb (1910-2009), sénateur et adjoint aux affaires économiques de la ville, lui succède.

### Réalisations

#### Urbanisme
L'inaction sur la fin d'Édouard Herriot avait laissé une situation financière positive, que Louis Pradel sut exploiter auprès de la Caisse des dépôts et consignations, ce qui lui permit de nombreuses réalisations :
- développement du tout-à-l'égout et assainissement des vieux quartiers ;
- en tant que Président des Hospices Civils de Lyon, création des hôpitaux de neurologie et de cardiologie ;
- installation à Lyon du Centre international de recherche sur le cancer ;
- création d'une vingtaine de maisons de retraite ;
- création du Palais des congrès jouxtant la nouvelle roseraie[Notes 2] du parc de la Tête d'or, inaugurée par la princesse Grace de Monaco le 19 juin 1964 ;
- développement du quartier de la Duchère, d'abord peuplé de nombreux Pieds-Noirs ; en 1967, il participe à la négociation avec les autorités algériennes pour y faire rapatrier le monument aux morts de la ville d'Oran et le don de locaux pour le Musée des sapeurs-pompiers de Lyon ;
- traversée du centre de Lyon par l'autoroute Paris-Marseille, grâce au tunnel de Fourvière et au centre d'échange multimodal du quartier de Perrache, surnommé le plat de nouilles, en raison des très nombreux tunnels et lignes (autoroute, métros, bus, tramways, trains, TGV) qui s'y croisent[Notes 3]. C'est aujourd'hui sa réalisation la plus contestée[Notes 4] ;
- création du quartier de la Part-Dieu, sur les 35 ha d'une ancienne caserne de cavalerie, quartier destiné à attirer des centres de décision, incluant un centre commercial, un auditorium de 2 000 places et la nouvelle bibliothèque municipale de Lyon (considérée comme le 2e du monde après New York selon ses dires[5]), quartier dont la conception fut confiée à l'architecte et urbaniste lyonnais Charles Delfante ;
- en matière de transports collectifs[Notes 5], le maintien des trolleybus[Notes 6], et le développement du métro de Lyon, mené à partir de 1963 par une société d'économie mixte spécialement créée, la Sémaly, malgré la mauvaise volonté de l'État[Notes 7] ; après les travaux de la ligne A, la rue de la République et la rue Victor-Hugo ne furent pas rendues à la circulation automobile, pour devenir les premières rues piétonnières de Lyon ;
- Candidature pour les Jeux olympiques d'été de 1968.

#### Culture
Au-delà du maintien de la gratuité des musées et des parcs, son action est influencée par Robert Proton de la Chapelle :
- en 1969, transformation de la Société des grands concerts de Lyon, fondée en 1905, en orchestre philharmonique Rhône-Alpes, préfigurant l'actuel orchestre national de Lyon ;
- à la demande instante d'Amable Audin, conservateur des collections gallo-romaines de la ville de Lyon, collections éparses et croissantes : construction d'un musée lyonnais de la civilisation gallo-romaine, le musée gallo-romain de Fourvière, ouvert en 1975, et dont Amable Audin fut le premier conservateur.

Toutefois, si son action eut des aspects culturels favorables à Fourvière (site gallo-romain) ou à la Part-Dieu (bibliothèque, auditorium), ses priorités hygiénistes l'amenèrent à envisager la destruction des quartiers Renaissance de la ville. Une opposition résolue, menée par Régis Neyret, devait mener à la sauvegarde de ces quartiers par André Malraux, et ultérieurement à leur classement au patrimoine mondial de l'humanité.

### Communauté urbaine de Lyon
Sa création par la loi 66-1069 du 31 décembre 1966 intervient peu après la catastrophe de Feyzin, qui a montré tragiquement que l'agglomération lyonnaise ne devait plus être administrée par trois départements différents (Rhône, Ain et Isère). Le 1er janvier 1968, 12 communes de banlieue relevant de l'Ain et 23 communes de banlieue relevant de l'Isère sont rattachées au département du Rhône.
La communauté urbaine de Lyon voit alors le jour le 1er janvier 1969.
Regroupant un million d'habitants, cette intercommunalité est chargée de mutualiser les moyens et de rationaliser le développement de 55 communes de l'agglomération lyonnaise. Présidée par Louis Pradel en tant que maire de Lyon, cette Communauté affronte diverses difficultés :
- se trouver des locaux et un acronyme (ce sera COURLY pour COmmunauté URbaine de LYon);
- assurer le raccordement aux réseaux urbains des communes récemment rattachées au département du Rhône ;
- apaiser les petites communes, et amorcer les transferts de responsabilité ;
- financer la Communauté, longtemps une charge pour Lyon, les ressources promises par l'État tardant à se concrétiser.

### Hommages
Le nom de Louis Pradel a été donné :
- À une place proche de l'hôtel de ville de Lyon, à l'angle de l'opéra de Lyon (au sud) et de l'annexe de l'Hôtel de Ville (à l'ouest), longeant la rue du Puits-Gaillot sur son côté sud, rue qui va des quais du Rhône, passe au nord de l'hôtel de ville au niveau de l'annexe, là où s'arrête la place, jusqu'à la place des Terreaux, au nord-ouest de l'hôtel de Ville. Son buste sculpté par Ipoustéguy puis coulé dans le bronze se trouve sur cette place[6].
- À la station Hôtel-de-Ville - Louis Pradel, connexion des lignes A et C.
- À l'hôpital cardiovasculaire et pneumologique de Lyon, situé sur la commune de Bron (le Pôle hospitalier Lyon-Est) ;
- À une maison de retraite de la Croix-Rousse ;
- À une école primaire dans le 6e arrondissement lyonnais,
- À une école primaire de Chassieu ;
- À une rue à Saint-Genis-les-Ollières ;
- À un gymnase à Bron.

## Œuvre
- Mon Lyon superbe, Diffusion Rhône-Alpes du livre, 1976  (ISBN 2-263-00085-2)